# Invida Mauriņa
Invida Mauriņa (* 23. Juli 2003) ist eine lettische Mittelstreckenläuferin, die sich auf den 800-Meter-Lauf spezialisiert hat.

## Sportliche Laufbahn
Erste internationale Erfahrungen sammelte Invida Mauriņa im Jahr 2022, als sie bei den U20-Weltmeisterschaften in Cali mit 2:09,12 min im Halbfinale im 800-Meter-Lauf ausschied. Im Jahr darauf belegte sie bei den U23-Europameisterschaften in Espoo in 2:06,92 min den achten Platz. 2024 begann sie ein Studium an der University of Houston in den Vereinigten Staaten und 2025 wurde sie bei der 2. Liga der Team-Europameisterschaft in Maribor in 2:06,61 min Achte im B-Lauf über 800 Meter und gelangte im 400-Meter-Lauf mit 55,50 s auf Rang sieben im B-Rennen. Zudem gelangte sie mit der Mixed-Staffel über 4-mal 400 Meter mit 3:26,80 min auf Rang acht im B-Lauf. Anschließend schied sie bei den U23-Europameisterschaften in Bergen mit 2:10,27 min in der Vorrunde über 800 Meter aus.
In den Jahren 2022 und 2024 wurde Mauriņa lettische Meisterin in der Mixed-Staffel über 4-mal 400 Meter sowie 2024 auch im 800-Meter-Lauf. Zudem wurde sie 2023 und 2024 Hallenmeisterin über 800 Meter.

## Persönliche Bestleistungen
- 400 Meter: 54,33 s, 6. Juli 2024 in Valmiera
  - 400 Meter (Halle): 55,55 s, 31. Januar 2025 in Houston
- 800 Meter: 2:03,54 min, 22. Juni 2024 in Ciney
  - 800 Meter (Halle): 2:05,80 min, 18. Februar 2024 in Valmiera